# Matija Ban
Matija Ban, född 16 december 1818 i Dubrovnik, död 13 mars 1903 i Wien, var en kroatisk-serbisk poet och publicist.
Ban var först lärare i franska och italienska vid ett lyceum i Konstantinopel och sedan informator för furst Alexander Karađorđevićs barn i Belgrad. Han var starkt politiskt intresserad och ivrade för en sammanslutning mellan serber och kroater mot turkar, ungrare och tyskar samt fick många politiska uppdrag av den serbiska regeringen, som enligt beslut av nationalförsamlingen (Narodna skupština) 1868 gav honom en liten pension. 
Såsom patriotisk poet utbildade Ban sig dels efter folkepiska mönster, dels efter italienska (särskilt Vittorio Alfieri och Alessandro Manzoni), på vilket språk han även skrev. I dramat sökte han, utan större framgång, likna William Shakespeare, och hans många historisk-romantiska skådespel, bland vilka märks Vanda (polskt ämne), Jan Hus (tjeckiskt), Tsar Lazar (serbiskt), Mejrima (bosniskt) och Marojica Kaboga (dalmatiskt), blev snabbt föråldrade. Förutom diverse politiska och pedagogiska skrifter utgav han 1849-53 en litterär tidskrift, "Dubrovnik".